# ヹ
ゑ゙、ヹは、日本語の仮名の一つであり、ゑ, ヱに濁点をつけた文字である。かつてラテン文字の ve の翻字として使われた。現在は「ヴェ」を用いる。

## 使用例
- 坪內逍遙訳のウィリアム・シェイクスピアの喜劇『ヴェニスの商人』の表題が、「新修シェークスピヤ全集 第15巻」（中央公論社版）などで「ヹニスの商人」となっている。
- トーマス・マンの小説『ヴェニスに死す』の思索社版及び岩波書店版（実吉捷郎訳）の表題は「ヹニスに死す」である。
- ヨハン・ヴォルフガング・フォン・ゲーテの書簡体小説『若きヴェルテルの悩み』の日本版で表題の「ヴェルテル」が「ヹルテル」と表記されるものがいくつかある（岩波書店版（茅野蕭々訳）、大村書店版（鼓常良訳）など）。

## ヹに関わる諸事項
- 文字コードの MacJapanese には存在していたが JIS X 0208 には含まれていなかった。JIS X 0213 で追加された。
- 平仮名の「ゑ゙（ゑ゙）」はJIS X 0213やMacJapaneseなどには含まれないが、Unicodeでは合成用濁点 (U+3099、  ゙  ) を用いてU+3091 U+3099で表すことができる。